# Kombine
Eine Kombine ist eine Landmaschine, diese Bezeichnung wurde besonders in der DDR, aber auch in Polen verwendet. Das Wort Kombine ist von dem russischen Wort комбайн kombain abgeleitet, das auf den englischen Begriff combine harvester für „Mähdrescher“ zurückgeht.
Der Name weist auf das Zusammenfügen (Kombinieren) mehrerer Arbeitsgänge wie Mähen (Abschneiden des Getreides) und Dreschen (Ausschlagen der Körner aus dem Getreide) in einer Maschine. Damit ist die Kombine der technologische Nachfolger beispielsweise der Mähmaschine und der Dreschmaschine.
Als Kombinen werden mehrere Typen von Ernte- und Forstmaschinen bezeichnet wie:
- Mähdrescher
- Kartoffelvollerntemaschine
- Entaster und Paketierer

Weitere Bezeichnungen für Kombinen sind Vollernter oder Harvester.